# Stephen Graham Jones
Stephen Graham Jones (Midland, 1972) è uno scrittore statunitense.

## Biografia
Nato nel 1972 a Midland, Texas, ha conseguito un B.A. nel 1994 in Inglese e Filosofia  alla Texas Tech University, un M.A. in Inglese nel 1996 alla University of North Texas e un dottorato di ricerca nel 1998 all'Università statale della Florida.
Nativo americano appartenente alla tribù dei Piedi Neri, a partire dal suo esordio nel romanzo nel 2000 con The Fast Red Road, vincitore di un "Independent Publishers Award for Multicultural Fiction", ha pubblicato numerosi romanzi e racconti spaziando dal giallo, all'horror e alla fantascienza.
Vincitore di due premi Alex nel 2021 e nel 2025, insegna all'Università del Colorado a Boulder.

## Opere (parziale)

### Romanzi
- The Fast Red Road (2000)
- All the Beautiful Sinners (2003)
- The Bird Is Gone (2003)
- Seven Spanish Angels (2005)
- Demon Theory (2006)
- Ledfeather (2008)
- The Long Trial of Nolan Dugatti (2008)
- Zombie Bake-Off (2012)
- Growing Up Dead in Texas (2012)
- The Last Final Girl (2012)
- Flushboy (2013)
- The Least of My Scars (2013)
- The Gospel of Z (2014)
- Not for Nothing (2014)
- The Floating Boy and the Girl Who Couldn't Fly con Paul G. Tremblay (2014)
- Mongrels (2016)
- Il sonnambulo (Mapping the Interior, 2017), Roma, Racconti, 2024 traduzione di Eva Allione ISBN 9791280854285.
- Gli unici indiani buoni (The Only Good Indians, 2020), Roma, Fazi, 2023 traduzione di Giuseppe Marano ISBN 9791259670441.
- The Babysitter Lives (2022)
- I Was a Teenage Slasher (2024)
- Parthenogenesis (2024)
- The Buffalo Hunter Hunter (2025)

### Trilogia Indian Lake
- My Heart Is a Chainsaw (2021)
- Don't Fear the Reaper (2023)
- The Angel of Indian Lake (2024)

### Raccolte di racconti
- Bleed Into Me (2005)
- Albero di carne (The Ones That Got Away, 2010), Roma, Racconti, 2016 traduzione di Chiara Vatteroni ISBN 978-88-99767-04-4.
- Zombie Sharks with Metal Teeth (2013)
- States of Grace (2014)
- After the People Lights Have Gone Off (2014)
- The Faster Redder Road (2015)

## Premi e riconoscimenti
- Premio Bram Stoker alla raccolta narrativa: 2010 finalista con Albero di carne, 2014 finalista con After the People Lights Have Gone Off
- Premio Bram Stoker al romanzo: 2016 finalista con Mongrels, 2020 vincitore con Gli unici indiani buoni[8], 2021 vincitore con My Heart is a Chainsaw[9]
- Premio Alex: 2021 vincitore con Gli unici indiani buoni e 2025 con I Was a Teenage Slasher
- Premio Shirley Jackson: 2020 vincitore nella sezione "Miglior romanzo" con Gli unici indiani buoni e "Miglior romanzo breve" con Night of the Mannequins[10], 2021 vincitore nella sezione "Miglior romanzo" con My Heart Is a Chainsaw[11]
- Premio Locus per il miglior romanzo dell'orrore e dark fantasy: 2022 vincitore con My Heart Is a Chainsaw[12]